# جوردن مارشال (لاعب كرة قدم)
جوردن مارشال (بالإنجليزية: Jordan Marshall)‏ (10 مايو 1993 بغيتسهيد في المملكة المتحدة - ) هو لاعب كرة قدم بريطاني في مركز الهجوم. لعب مع بيلينغهام سينثونيا ‏ وNorton & Stockton Ancients F.C. ‏ وSunderland Ryhope Community Association F.C. ‏ وNewcastle Benfield F.C. ‏ ودارلينجتون إف سى.

## وصلات خارجية
- جوردن مارشال (لاعب كرة قدم) على موقع قاعدة بيانات كرة القدم.إي يو (الإنجليزية)
- جوردن مارشال (لاعب كرة قدم) على موقع Soccerbase.com (لاعب) (الإنجليزية)